# Taenarum
Taenarum eller Kap Tenaro (græsk: Ακρωτήριο Ταίναρο, Akrotírio Ténaro, også : Kap Matapan) er er det sydligste punkt  af halvøen Mani på den  større halvø Peloponnes i Grækenland.  Kap Tenaro ligger i Lakonien er set sydligste punkt af det græske fastland og af Balkanhalvøen og er efter det spanske Punta de Tarifa det næstsydligste fastlandspunkt i Europa. 
Taenarum var den halvø hvor Herkules i græsk mytologi,  fandt en indgang til Hades.
36°23′06″N 22°28′58″Ø / 36.385°N 22.4828°Ø